# Crocidium
Crocidium é um género botânico pertencente à família Asteraceae.